# Antisthène
Pour les articles homonymes, voir Antisthène (homonymie).
Antisthène, en grec ancien Ἀντισθένης / Antisthénês (Athènes vers 440- 362 av. J.-C.), est un philosophe grec, considéré comme le fondateur de l'école cynique vers 390 av. J.-C.

## Biographie

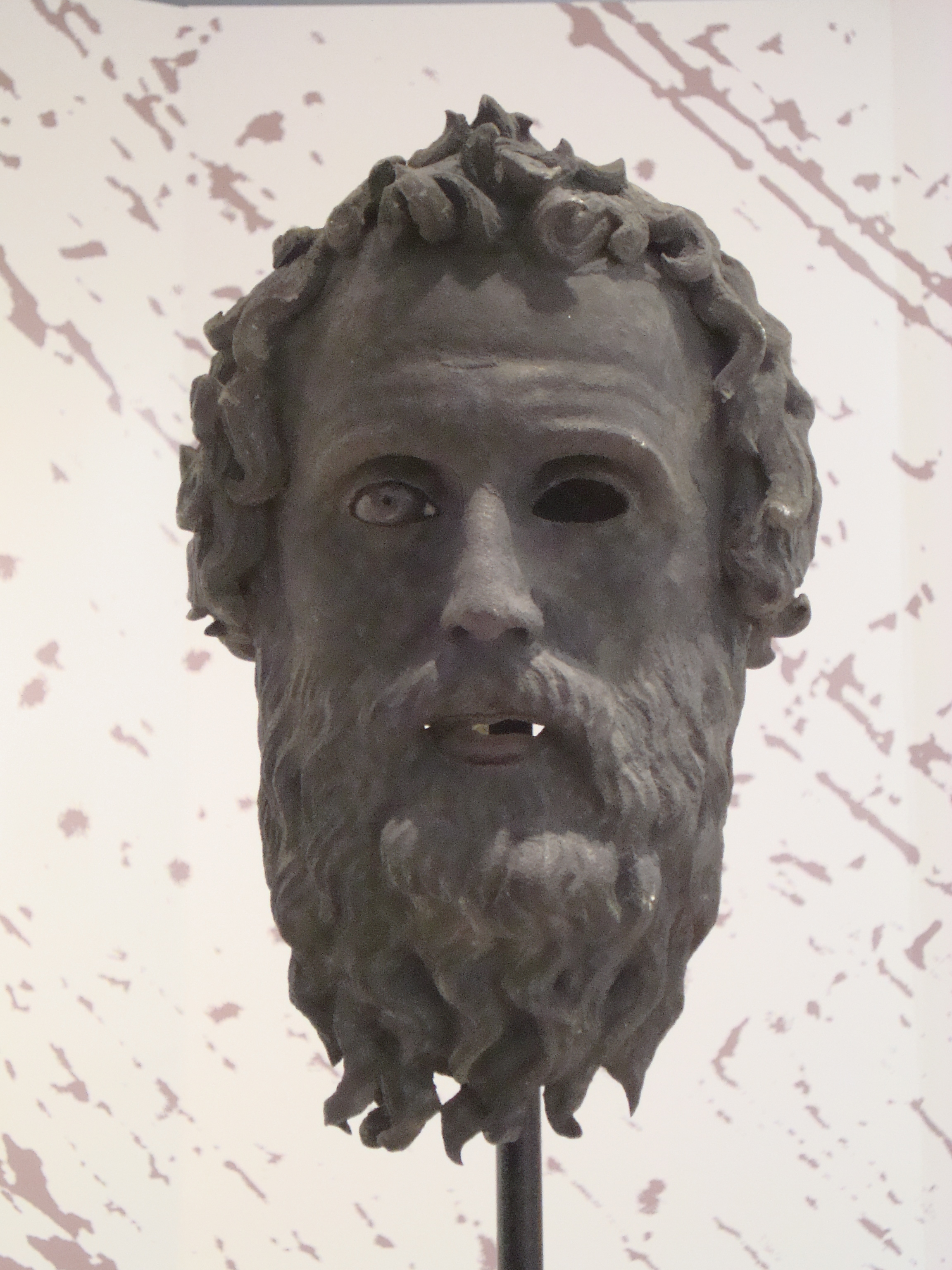
Bronze d'Antisthène, Musée archéologique provincial Ribezzo de Brindisi.

Antisthène naît d'une mère d'origine thrace, ce qui ne lui permet pas d'avoir la pleine citoyenneté athénienne, et d'un père citoyen athénien du même nom que lui. Il fut d'abord l'élève de Gorgias et enseigna comme sophiste avant de suivre les leçons de Socrate, dont il retient surtout la leçon de frugalité et l'endurance. Disciple zélé, il faisait partie des imitateurs de Socrate, à l'instar d'Apollodore de Phalère. Sa famille habitait le Pirée, et il parcourait 8 kilomètres [40 stades] pour suivre son enseignement. Après la mort de Socrate, il s'installe dans un gymnase, le Cynosarge (Κυνόσαργες / Kynósarges), où sont acceptés les demi-citoyens. C'est l'une des raisons pour lesquelles ses élèves portent ensuite le nom de « Cyniques » (Κυνικοί / Kynikoí).
Diogène de Sinope, grâce à sa persévérance, fut le disciple d’Antisthène, qui avait dit ne vouloir aucun disciple. Un jour où Antisthène le menaçait d’un bâton pour qu'il s'en allât, Diogène tendit sa tête et lui dit : « Frappe, tu n’auras jamais un bâton assez dur pour me chasser, tant que tu parleras ! »

## Philosophie
Antisthène enseigne que la seule philosophie à cultiver est l'éthique, que la vertu s’apprend et suffit au bonheur du sage. Elle se manifeste dans les actions, elle se passe des théories. En conséquence, il faut mener une vie aussi simple et morale que possible, et se détacher des conventions sociales. Antisthène se référait à Héraclès, le héros admis parmi les dieux après avoir surmonté les travaux qui avaient mis sa vertu à l’épreuve. Car l’effort est un bien et conduit à la vertu. Selon son dialogue Héraclès, Chiron fut le seul Centaure épargné par Héraclès ; c’est accidentellement qu’une flèche du carquois atteignit Chiron, qui en mourut. Il indique dans son ouvrage Héraclès, que le but final de la vie est d'atteindre l'excellence (ou la vertu). L'excellence suffit même à atteindre la joie, selon lui, « il suffit juste d'avoir la force d'un Socrate ». Il disait aussi que « la vertu est une arme que l'on ne peut pas nous enlever ».
Antisthène a énoncé le fondement logico-moral du stoïcisme, à savoir que le bonheur se trouve dans le bon usage des représentations, autrement dit dans ce qui dépend de nous. Il professait que seul le plaisir lié à l’effort et résultant d'une ascèse personnelle peut contribuer au bonheur : « le plaisir est un bien, et il ne faut pas s'en culpabiliser » ; « il faut rechercher le plaisir résultant à l'effort et non celui qui le précède ».

### Opposition à Platon et aux platonisme
Polémiquant contre la Théorie des formes de Platon, il déclarait « qu’il apercevait bien le cheval mais non la caballéité », rejetant ainsi l’ontologie platonicienne. Il niait la possibilité de définir ce qu’est une chose, « to ti estin », (« Ce que c'est ») à partir de ce qui serait sa forme générale idéale ou son eidos (Idée), parce que la définition n’est autre qu’un logos étendu ; mais il admettait la possibilité d’enseigner comment est une chose, « poion ti estin ». Il niait aussi la possibilité de contredire, « ouk estin antilegein », au motif que rien ne peut être désigné autrement que par son logos propre, et il n’y a qu’un seul logos par chose.

### Opposition à l'ontologie de Parménide
Un témoignage isolé, indique qu'en assistant à une conférence d'un adepte de l'école parménidienne détaillant par cinq arguments l'immobilité du Monde, ou de l'Un, Antisthène ne pouvant contester ces arguments, se leva et partit. Preuve à ses yeux que la contestation par un acte, un fait, dont peuvent témoigner les sens, a plus de réalité que des propos de dialecticiens.

## Influences
Les sophistes, tel Prodicos de Théos, et surtout Gorgias, ont exercé en premier sur Antisthène une grande influence. À tel point qu'il essaya dans certains de ses écrits selon les témoignages anciens, d'imiter l'emphase et le style de Gorgias. Ensuite sa rencontre avec Socrate, le détourna en partie des études rhétoriques.
Puis aux alentours de l'année 420 av J.C, il devint le disciple de Socrate. Il lui resta très attaché jusqu'à sa condamnation à mort. Antisthène était présent pour les derniers moments de Socrate, même si par dénigrement Platon dans sa description des derniers instants de Socrate, passe sa présence sous silence.
On prétend qu’Antisthène passe aussi pour avoir dénigré Anytos, et condamné Mélétos à mort, coupables de la mort de son maitre.
Il imite l'endurance de Socrate, emprunte son mépris des hommes à Héraclite, ce qui se traduit par la reprise quasi à l'identique de formules héraclitéennes. Cicéron, dans De la nature des dieux, écrit qu’Antisthène fut l'un des premiers philosophes grecs à défendre le monothéisme. Antisthène est le seul des philosophes socratiques qu’a loués Théopompe. Phanias raconte, dans le traité Sur les Socratiques, que quelqu’un ayant demandé à Antisthène ce qu’il fallait faire pour devenir homme de bien, il répondit : « Apprendre de ceux qui savent à corriger ce qu’il y a de mal en toi ».

## Œuvres
Ses œuvres philosophiques, s'il faut en croire Diogène Laërce, remplissaient dix volumes, dont ne sont conservés que de maigres fragments. Il semble avoir privilégié la forme du discours, en témoignent deux déclamations mineures, l’Ajax et l’Ulysse à propos de la lutte pour les armes d'Achille, sujet académique tiré de l’Odyssée. Ses œuvres les plus célèbres, La Vérité, Protreptique, Héraclès, étaient écrites sous la forme du dialogue. Son style est considéré comme un modèle de pureté, et on le rapproche de ceux de Xénophon et de Platon, ce qui semble confirmer qu’Antisthène figurait au nombre des auteurs étudiés dans les classes. Selon Athénée, Antisthène a publié un dialogue intitulé Sathon sur la discussion dialectique : sous ce titre en forme de sobriquet (Σάθων), il estropiait le nom de Platon ; dans les deux ouvrages socratiques intitulés Le Banquet, Antisthène n'est présent que dans la version de Xénophon, mais celui écrit par Platon se réfère à un banquet différent.
Il avait aussi écrit un dialogue politique Sur la Loi et l'État, qui selon le témoignage d'Athénée, était une charge contre les politiciens démagogues. Il est possible que les propos sur l'établissement des lois que rapporte Aristote proviennent de cet ouvrage.
Il publia aussi des ouvrages d'érudition, ou d'exégèse sur les Poèmes d'Homère. Il considérait que les aèdes bien souvent se contentaient de réciter ces poèmes sans en comprendre leur véritable sens.
Il estimait qu'Homère était un sage qui tantôt s'exprimait en philosophe, tantôt en conteur populaire dissimulant sous les allégories son savoir sur les hommes et le monde.
Pasiphon d’Érétrie, autre disciple de Socrate, était l’auteur de plusieurs dialogues qu’il avait insérés parmi ceux d’Antisthène, et d’un dialogue intitulé Alcibiade, qu’il avait publié sous le nom d’Antisthène. Xénophon dit qu'il était fort doux dans la conversation, et fort modéré sur tout le reste, et on prétend qu’Antisthène passe aussi pour avoir fait bannir Anytos, et condamner Mélétos à mort.